# Меджаз-ель-Баб
Меджаз-ель-Баб (араб. مجاز الباب) — місто в Тунісі. Входить до складу вілаєту Беджа. Станом на 2004 рік тут проживало 20 308 осіб.